# Kluczy
Kluczy (ros.  Ключи) – wieś na terenie wchodzącego w skład Rosji syberyjskiego Kraju Ałtajskiego.
Miejscowość położona jest w odległości ok. 383 km od stolicy kraju – miasta Barnauł i jest ośrodkiem administracyjnym rejonu kluczewskiego.